# Wapen van Brunssum

Wapen van Brunssum

Het wapen van de Nederlandse gemeente Brunssum in Limburg is op 9 mei 1889 door de Hoge Raad van Adel toegekend.

## Geschiedenis
Brunssum bestond als heerlijkheid in ieder geval sinds 1150. Samen met Schinveld en Jabeek vormde de Heerlijkheid Brunssum een schepenbank. Van deze schepenbank zijn geen zegelafdrukken bekend. Daarom is gekozen voor een nieuw wapen, op basis van de parochieheilige en het familiewapen van het geslacht Huyn van Amstenrade, dat de heerlijkheid sinds 1610 bezat.

## Blazoen
De beschrijving van het wapen luidt:
Gedeeld; rechts in keel een slangenkruis van zilver met een hartschild van zilver beladen met 3 koeken van keel, geplaatst 2 en 1 (Huyn van Amstenrade); links in azuur het beeld van paus Gregorius den Grooten, gekleed in pontificiaal ornaat, hebbende het zilveren pallium bezet met kruisjes van sabel en de tiare van zilver met een kroonreep op het hoofd, waaromheen een nimbus van goud, en op de rechterschouder eene duif met uitgespreide vleugels van zilver, bek en poten van keel, het aangezicht en de handen van den Heilige zijn van natuurlijke kleur, in de linkerhand houdt hij een Bijbel van keel.
N.B.:
- In de heraldiek zijn links en rechts gezien vanuit de persoon achter het wapen. Voor de toeschouwer zijn deze verwisseld.
- De heraldische kleuren in het wapen zijn keel (rood), zilver (wit), sabel (zwart)  en azuur (blauw).
- Het kleurgebruik is heraldisch niet correct: de beide helften van het schild hebben een kleur als basis. Een van beide zou een metaal moeten zijn, of er zou een scheiding door een metaal tussen de helften moeten zijn. Het wapen is dus een raadselwapen.

## Verwante wapens
Onderstaande wapens zijn verwant aan dat van Brunssum:

Het wapen van Amstenrade
Het wapen van Schinveld
Het wapen van Jabeek
Het wapen van Spaubeek
Het wapen van Beek